# 2019冠状病毒病中国大陆地方政府疫情应对相关争议
2019冠状病毒病中国大陆疫情相关争议，介绍2019冠状病毒病疫情中各界对中国大陆各地政府应对措施争论。本条目侧重于介绍地方政府应对2019冠状病毒病在中国大陆第一次大规模爆发和2020年的散点爆发时的争议。2021年后各次聚集性疫情中对地方政府应对措施的争议亦可参见各次聚集性疫情条目或各省市疫情条目。

## 疫情统计与公开问题
2019年12月下旬至2020年1月17日，从武漢暴发嚴重特殊傳染性肺炎疫情以來，日本、泰國两国出現确诊病例，但中國境內除武汉外，不見其他地方公布确诊病例（1月11日广东省公布一疑似病例）。由于正值春運，此事引起民眾憂慮，網路空間亦有討論，质疑中国大陆地方政府进行了消息管制。
2019年12月30日，武漢市衛生健康委員會發布《关于做好不明原因肺炎救治工作的紧急通知》，當中要求各醫療機構及時統計不明原因肺炎病患的救治情況並及時上報，同時指出未經授權不得擅自發布救治資訊。该文件当晚在互联网上广传。
财新网报导称，2020年1月1日，一位基因测序公司人士接到湖北省卫生健康委员会一位官员电话，通知他武汉如有嚴重特殊傳染性肺炎的病例样本送检，不能再检；已有的病例样本必须销毁，不能对外透露样本信息，不能对外发布相关论文和相关数据，“如果你们在日后检测到了，一定要向我们报告”。
北京大學免疫學系副主任王月丹推測中國只有武漢通報疫情是因為中國其他地區未檢測此病毒。在1月20日的媒体采访中王月丹称，原来没有很好的检测方法，所以有些病例暂时没有确诊。最近检测的方法改进了，可能会对前期积累的疑似病例进行确诊，导致近两天新增的病例骤增。
世界卫生组织发文称，目前病例数量上升是因为“搜查和检测的力度加强”。
1月21日，中共中央政法委員會發文引用SARS事件初期晚報瞞報的結果，强调信息只有足够公开，才能引起公众的重视、防控措施才能施展开手脚、让最有效的措施以最有效率的方式到位。自欺欺人只会让疫情愈演愈烈，把一场原本可控的天灾变成付出巨大代价的人祸，刻意迟报瞒报者将“是党和人民的千古罪人”、“永远被钉在历史的耻辱柱上”。
1月22日，国家卫生健康委卫生应急办公室主任许树强回应，湖北省武汉市卫健委于2019年12月31日和2020年1月3日、5日、9日发布了疫情和防控信息，根据疫情发展的变化，从1月11日每日更新发布。从1月20日起，在国家卫生健康委员会的网站可以看到每日汇总发布全国各省份确诊病例和疑似病例数据，会保持信息的公开透明。
1月22日，国家卫健委高级别专家组组长、中国工程院钟南山院士接受鳳凰衛視專访表示，经历过了整个SARS、MERS到H7N9病毒，会站在预防病毒变得更坏的角度去采取措施，确认武汉和广东省报的病患数量没有任何隐瞒，非常公开透明，同时国家卫健委还邀请香港大学微生物系的袁国勇院士全程一线调研，他也可以证实此事。
1月22日，据《财新网》报道，武汉同济医院一名叫陆俊的医生，在发热门诊接诊时被感染嚴重急性呼吸綜合症冠狀病毒2型，1月5日出现发热症状，随后肺部出现病情，并于1月10日收治入同济医院。但武汉市卫健委在1月5日-1月11日的通报中均称“未发现医务人员感染”，2020年1月12日至1月21日，通报中未出现关于医务人员是否感染的表述。1月21日凌晨1时45分发布的通报中，武汉市卫健委表示有15名医务人员被嚴重急性呼吸綜合症冠狀病毒2型感染。由于武汉协和医院忽视了脑神经外科接诊的一个病人在入院之前已经感染了嚴重急性呼吸綜合症冠狀病毒2型，导致1名医生和13名护士被传染。
1月23日，英國廣播公司（BBC）引用財新網報道的醫生感染時間與武漢公布有醫護人員感染的時間差異，質疑湖北存在瞞報疫情情況。
1月24日，中华人民共和国国务院办公厅发布公告，国务院办公厅从即日起在国务院“互联网+督查”平台面向社会征集包括緩報、瞞報、漏報在內，有关地方和部门在疫情防控工作中责任落实不到位、防控不力、推诿扯皮、敷衍塞责等问题线索，以及改进和加强防控工作的意见建议。
1月25日，《環球時報》總編輯胡錫進在微博上表示他認為武漢市和國家衛生部門對疫情擴大有責任，又指近年傳媒監督功能被與宣傳無關的强勢部門削弱，媒體人未能預警，武漢8人被誣陷造謠壓制了輿論的討論及警告聲音；《中國新聞周刊》報道引述武漢協和醫院醫生回憶，指疫情剛開始，武漢完全是冷處理，不允許公開談論，不允許接受採訪，臨床系統及疾控中心等的職員均受到管控，「整個就不讓說」。
1月27日，日本放送協會（NHK）訪問到在中國大學畢業、於武漢醫院內臨床實習的日本人，他指稱在1月3日就聽聞有醫護人員感染，而中國直至2周後才正式公布有醫療照顧相關感染，又引述醫院同事間對話，認為實際感染人數遠多於公開數字。
1月27日，中共武漢市委副書記兼市長周先旺表示，“这次我们的疫情其实各方面对我们信息的披露是不满意的，我们既有披露不及时的一面，也有我们利用很多有效信息来完善我们的工作不到位的一面。前面这个披露的不及时，这一点大家要理解，因为它是传染病，传染病有传染病防治法，它必须依法披露，作为地方政府，我获得这个信息以后，授权以后，我才能披露，所以这一点在当时很多不理解。”
1月28日，《北京青年報》訪問武漢市第五醫院消化內科呂小紅主任，她指2019年12月25日前後即聽說有醫護人員懷疑感染不明肺炎，1月6日起疑似病例增多，10日起急診開始超負荷，惟直至20日钟南山對中國中央電視台首次透露有人傳人，才首度知悉情勢如此嚴重。
2月1日，《南方人物周刊》採訪武漢一線醫護，醫護透露1月中旬時急診人滿為患，而當時醫院不獲允許在診斷書上寫「病毒性肺炎」字眼，只能用「斑片狀感染病灶」等字樣代替；由於武漢衛健委通報一直否認或未提及出現醫護感染，很多醫護都是20日從钟南山發言才得知早已有醫療照顧相關感染；又稱早已知道疾病嚴重性的一線醫護因害怕被指「造謠」而不敢在網絡公開發布，「不知道為甚麼我們甚麼都不能說」。
2月3日，《紐約時報》報道1月中上旬，武漢及湖北兩會召開期間，省市高層官員講話時未有公開提及存在不明肺炎疫情，而期間武漢衛健委多次通報無新增病例的說法亦遭一則政府網站上已被刪除的投訴質疑，投訴中，一名自稱武漢醫生的人稱知道事實並非如此，又說1月12日起肺部異常感染的病人大量增加，惟武漢醫生被下令不准在影像報告上書寫病毒性肺炎。
2月10日，中國官方通報新增確診病例2478起，但根據湖北省疾病預防控制中心外流的117頁機密文件顯示，當日新增確診病例數為5918起，是對外公布數字的兩倍以上，且這份文件也透露2月至3月間，中國公布病例數均低於實際新增病例數。2月11日，中國國家衛健委高級別專家組組長鍾南山接受路透社專訪，認為疫情初期武汉情况失控，“当地政府、卫生部门应负上部分责任，他们未有做好工作”。但和2003年SARS事件時不願對外分享資訊相比，中國政府今次在資訊透明度及與世界衛生組織合作方面有很大進步，同時認為若各國合作及協調更好，就能更早發現疫情及人傳人現象。
2月20日，《财新网》发布报道，据武汉社会福利院一在院护士透露，福利院内有11位老人因为反复发烧、呼吸衰竭去世。次日傍晚武汉发布辟谣称经核酸检测确诊12人，死亡1人，没有“11名老人呼吸衰竭而死”的情况。2月24日，财新网发布独家报道：称自2019年12月23日以来，截止2020年2月18日，武汉市社会福利院已有19人去世，“其中出现发烧症状的不在少数”。
2月20日，国家卫生健康委发布嚴重特殊傳染性肺炎疫情情况，武汉市新增确诊病例615例，而全省新增349例。针对数据核减情况，湖北卫生健康委回应表示，国家卫生健康委2020年2月18日下发了《关于印发新型冠状病毒肺炎诊疗方案（试行第六版）的通知》，相对诊疗方案（试行第五版），湖北省特有的临床诊断病例类目取消，仅保留确诊和疑似病例。在21日举行的湖北疫情防控新闻发布会上，湖北省委书记应勇明确要求，已确诊的病例不允许核减，已核减的必须全部加回，对相关责任人要查清事实，严肃问责。2月21日晚，湖北卫生健康委将2月19日核减的病例数重新加回到确诊病例，并对当日新增病例数进行订正。2月19日0-24时，全省新增确诊病例由349例订正为775例。
2月21日，湖北卫生健康委发布通报说，2020年2月20日0—24时，全省新增嚴重特殊傳染性肺炎确诊病例411例，但国家卫生健康委公布的湖北新增确诊病例为631例。之后，湖北卫生健康委解释称湖北省监狱没有接入传染病疫情网络报告系统。之后经认真审核确认，截至2月20日24时，监狱部门报告的271例嚴重特殊傳染性肺炎确诊病例中有51例前期已纳入相关地区统计并公布，其余220例确诊病例和10例疑似病例现纳入2月20日疫情数据进行公布。全省新增确诊病例数由411例订正为631例。
2月23日，武汉市蔡甸区人民医院医生夏思思殉职。新华社报导称1月14日，其接触并负责的一位病人在当天确诊为新冠肺炎。但据武汉卫生健康委员会公布的数据，1月14日当日并无任何新增病例。这一矛盾引发外界质疑。
2月27日，山西省首例接受血浆治疗的嚴重特殊傳染性肺炎患者去世，但其未被计入死亡病例。3月2日，山西省卫健委表示，该患者的嚴重特殊傳染性肺炎已经治愈，但该患者年龄较大，是其伴有的其他基础病导致死亡。
3月16日，《环球时报》发布报道，据武汉市中心医院医生赵辰表示，中心医院很早就发现了人传人的事实，院方却一直对医生隐瞒真相，甚至阻止医生进行自我防护。
3月23日，中華民國行政院院長蘇貞昌在当地立法院受訪表示「如果中國一開始能夠不隱瞞疫情，世界早一點獲得警告，就不會危害得這麼厲害」。
3月26日，《财新网》报道：一名司机载送到武汉八个殡仪馆中的汉口殡仪馆的骨灰盒达2500多个，而他前一天已给该殡仪馆卸过另一车骨灰盒；该殡仪馆静雅厅的侧厅存放着的骨灰盒是每500个一垛，目前一共有7垛；汉阳区永丰街道在疫情期间死亡人数为69人、而该街道总人口为47367人（2011年末），整个武汉13个市辖区总计有108个街道办事处、21个镇、15个乡。上述数据引发舆论猜测武汉的死亡病例远超官方通报的2559起。但也有舆论指出，汉口殡仪馆并不只存放嚴重特殊傳染性肺炎疫情死亡者的骨灰，封城期间非疫情原因导致的死亡人数也不可忽视。
5月16日，中國國家衞健委高級別專家組組長钟南山接受美國有線新聞網絡（CNN）訪問時，表示武漢政府在疫情初期封鎖及隱瞞關鍵資訊，「不願意說真話」。1月18日，他率領專家小組赴武漢調查，當時眾多醫生及學生向他表示，情況比官方描述更為嚴重。他不相信海外確診個案增加下，武漢的個案數字能10多日都停留在41宗，於是向當地官員一再追問真實數字，但當地官員很不願意回答他的問題。結果2日後，武漢官方公布個案已增至198宗，當中有13名醫護人員受感染。不過，钟南山認為中國政府汲取了SARS事件時隱瞞疫情2、3個月的教訓，當中国中央政府1月23日主導疫情應對後，「我想所有數據都是正確的」，指所有政府均不應隱瞞疫情。他並警告大部分中國民眾沒有免疫抗體，第二波疫情可能性愈來愈大，中國面臨巨大挑戰，狀況不比其他國家好。
6月10日，香港大學微生物學系教授袁國勇及其團隊推算湖北省約有220萬人受到感染，其中97%受感染者從未確診，研究於醫學期刊《刺針》發表。但遭到香港工會聯合會會長和港區全國人大代表吴秋北质疑袁国勇放着武汉那么多核酸检测数据不用，偏偏用这400多个样本推算220万人受感染，批评“袁科学家是美国强有力的外援”。
8月20日， 據紐約時報援引美国一份情报报告指出，武汉官员最初向北京隐瞒了嚴重急性呼吸綜合症冠狀病毒2型的危险。
2022年，上海市暴发聚集性疫情，有人质疑当地政府对统计数据造假。

## 隔离方式与隔离设施问题
1月24日，中國中央電視台報道武漢協和醫院資深專家組副組長張勁農感染後在家隔離治療康復，張建議輕症患者居家自我隔離，防止去醫院出現交叉感染，呼籲居民委員會及社區醫生參與；1月26日，《南方周末》報道中國國家傳染病咨詢專家委員會成員蔣榮猛認同張勁農看法，建議輕症病人居家隔離，且認為這不是醫療資源不夠的權宜之計，但就需要專業措施跟進。
2月2日，武漢市要求對四類人員集中收治及隔離：確診患者集中收治，疑似患者集中隔離，未排除肺炎的發熱患者集中隔離觀察，密切接觸者集中隔離觀察。其中提出確診或疑似重症患者必須入院治療，床位不夠的輕症患者必須徵用其他醫院及酒店集中收治或隔離，不准居家隔離。
2月4日，香港有線新聞《有線中國組》訪問到至少5個懷疑或已確診個案仍未找到床位收治，因武漢市出台「四類人員」集中收治及隔離政策，其中一位肺部花了但未確診的人收到社區電話去隔離，但得知隔離區是普通酒店，無輸液或治療服務，由於醫生告知停止輸液很危險，故仍然選擇居家隔離，每日去醫院排隊十多個小時輸液，他妻子慨嘆新聞報道與患者感受是兩回事。
2月6日，中國中央電視台播出探訪報道，武漢一社區黨委書記說正在勸導懷疑個案至酒店等集中隔離點隔離，以切斷社區感染源，又指若隔離個案需要就醫，會有工作人員陪同前往，「比在家好很多」。
2月8日，武漢軟件工程職業學院在官網宣布有學生宿舍被臨時徵用作疫情防控工作用途。《環球時報》及《新京報》報道，2月9日，一段懷疑宿舍改造片段顯示工作人員隨意丟棄學生物品，網絡上亦曝光學生私人物品被隨意棄置及堆積，令學生不滿及網民質疑學校侵犯學生私有財產。翌日，學校發聲明致歉，指宿舍改造過程中通宵加班，保證宿舍按時交付，惟「確實出現個別人員為趕進度，整理不細緻、處理不當」，承諾開學後將「在核實的基礎上予以賠償（補償）」。《人民日報》「俠客島」事後形容事件中，學校處理學生物品是「形同處理垃圾」。
2月12日，《經濟觀察報》報道，武漢礄口區有70多歲的懷疑嚴重特殊傳染性肺炎患者2月10日跳樓身亡。患者同時有重度尿毒症，1周必須透析3次，而由於早前發現懷疑感染嚴重特殊傳染性肺炎，醫院要求他必須先確診肺炎再透析，向社區求助獲回應疑似病例只能居家隔離，直至去世已有8日未透析。社區一度通知已安排肺炎的核酸檢測，但兩次都未能實現，小區物業告訴記者醫院床位緊張及不願接收令患者尋短見。《香港01》報道事件時提及儘管武漢曾宣示要在11日清零疑似病患，但發稿時微博的求助話題內仍有大批網民說未能檢測或入院治療，形容是「走投無路」。
3月7日，发生2020年泉州欣佳酒店倒塌事故，疫情期間來自疫區旅居史的人士，根據規定被地方政府安排到一些指定旅館居住，以便於集中觀察，然而同時在此酒店卻正在進行裝修工程，意外中隔離人員被部分壓死、多人受傷。
3月19日，网络上流传“留学生回杭州硬闯小区”的消息。有传闻称，一16岁美国女留学生回杭州，未隔离检测直接回小区，女孩子父亲说已沟通过可以不用集中隔离，直接带回小区回家隔离。保安坚持原则不让进入，双方发生争执冲突。后经调查，该女留学生在留下栖泊酒店（西湖区集中隔离点）进行统一检查和体温测量。由于女留学生为未成年人，符合《杭州市新型冠状病毒感染的肺炎疫情防控工作领导小组关于印发八大机制的通知》（杭防组〔2020〕7号）的规定，属于不适宜集中隔离的人员，安排其进行居家隔离。
3月23日，在美国进修的演员徐娇回国后接受居家隔离遭到网民质疑，认为违反浙江省疫情防控工作领导小组发布的集中隔离规定，更质疑其有“特權”。翌日，徐娇在微博發文解釋，澄清自己是嚴格遵從社區安排，並不是擁有特權。
4月，广州市當局對居住在廣州的黑人進行集中清理，大批未確診嚴重特殊傳染性肺炎的非裔人士被趕出家門、強制檢疫和沒收護照而流離失所，引起非洲聯盟及多個非洲國家譴責。4月13日，中华人民共和国外交部发言人赵立坚表示，称中方“高度重视保障外国在华人员的生命健康安全，对所有外国在华人员一视同仁，反对任何针对特定人群的差异性做法”，并强调“中非一直是好朋友、好伙伴、好兄弟”，“中国对非友好的政策没有任何改变，非洲国家和人民对华友好的感情也不会有任何动摇。我们不会对非洲兄弟搞歧视”。他最后表示，针对近期非方反映的非洲国家在粤公民的关切，广东方面已进行梳理排查，并采取系列新的举措。4月14日，中国驻尼日利亚大使周平剑在与尼日利亚外交部长奥尼亚马会见后举行联合记者会。奥尼亚马表示，近期一些尼日利亚人近期抵达广州后被确诊，当地政府查明此点后，要求封闭相关场所，隔离密切接触者，被强制隔离的人自然不被允许返回酒店、原住所等。尼日利亚民众仅根据社交媒体流传的视频作出错误解读，误以为尼日利亚人和非洲人在防疫中被“挑选出来”，有针对性地被加以区别对待，表示不能理解。
5月11日，据《健康时报》报道，深圳游客林峰（化名）于5月6日抵达山西大同游玩，翌日被工作人员告知要求自费集中隔离14天。而在出发前，林峰查询了大同当地的隔离政策，并无对深圳地区人员的隔离要求。据工作人员表示，他们在5月6日下午5点左右接到了临时通知，要求对来自黑龙江、内蒙古、广东和湖北四个省份的所有来同人员全部实行14天集中隔离，两次核酸检测全部阴性后方可解除隔离。其后林峰多次与有关人员和部门沟通，但是均被告知要严格执行最新政策，不会取消他的14天隔离。而产生这一临时性政策的原因，则是因为5月2日太原新增了1例从湖北输入的嚴重特殊傳染性肺炎确诊病例，山西各地加强了疫情防控措施。根据山西省新冠肺炎疫情防控工作领导小组办公室于5月2日下发的《关于做好重点地区入晋人员核酸检测和防控管理工作的通知》，明确指出“对来自国内中、高风险地区的入晋人员，均需采取集中隔离措施，24小时内完成首次核酸检测，隔离满14天后完成再次核酸检测，结果为阴性方可解除隔离”；而截至5月10日18时，林峰的客源地深圳市宝安区为低风险地区，因此可以安全出行。《健康时报》记者多次查询山西省、大同市人民政府和卫生健康委网站及其他公开平台，并未发现有公开文件或通知等明确规定了对黑龙江、广东等四省份人员入晋的相关要求。而大同市疫情防控办公室表示“并不是所有的政府文件都会在网上公开发布”。亦有网友告诉林峰最开始咨询云冈区疫情防控办时，工作人员告知只需绿码就可以，结果十几分钟后对方又给他回电称“刚刚说错了”。而大同12345市民热线、山西省卫健委公布的入晋人员管理的监督电话均表示入晋人员只需有健康码绿码即可入晋。
2021年1月14日，肇州县应对新型冠状病毒感染肺炎疫情工作指挥部发布公告，提到中国大陆各地区，无论是否为中高风险地区来返肇州的，均执行“21天集中隔离+7天居家隔离”（至少3次核酸检测）管控措施，隔离费用均自理。对此，《新华每日电讯》刊载题为《“加码隔离”既不科学也不精准》的评论，认为无差别地“21天集中隔离+7天居家隔离”，不合情理也不合法理。评论还指出，肇州几乎成了一个“既不让进，也不让出”的封闭之地。
2021年1月底，针对黑龙江省鸡西市鸡冠区有群众反映的“对低风险地区抵返人员贴封条管控”情况，当地有关部门调查确认，鸡冠区西鸡西街道幸福里社区对疫情防控政策落实不当，存在将社区健康监测人员住所贴封条问题，要求街道社区马上纠正，解除封条，向当事人道歉。另外，在1月31日召开的国务院联防联控机制新闻发布会上，国家卫健委新闻发言人米锋表示，对于北京市以外的省份要做到“六个不”，认为层层加码和“一刀切”既是一种懒政，也是对宝贵防疫资源的浪费。
2021年4月29日，福建省宣布放寬台湾民众入境福建检疫的政策。自5月10日起，到福建從事商務、交流等活動，通過廈門機場口岸到閩的台灣民眾，仅需集中隔離2天，之後19天為住宿地與工作單位封閉往返的「閉環管理」；金馬居民居住滿28天者，可憑檢疫證明免除入境隔離。此新规受到众多网友质疑。《环球时报》总编辑胡锡进表示，福建省推出这一政策完全是“出于加强该省经济活动的需要”。他分析称，台湾的病例比香港少得多，而且零星发生的基本都是输入性病例和相关的密接感染。通过便捷通道进入福建的台胞在一段时间内将处于闭环管理中，不能在社会上游走，所以福建认为风险较小，决定一试。5月8日，福建省应对新冠肺炎疫情工作领导小组（指挥部）综合协调组发布消息，因应台湾地区新增10多例本土确诊病例，决定延期实施台湾民众来闽检疫“便捷通道”政策。

### 医护人员和疫情相关工作人员隔离问题
2月8日，河南南阳南石医院的一名护士下班回小区遭阻拦，阻拦者认为南石医院是嚴重特殊傳染性肺炎定点医院，害怕医院的工作人员携带病毒回家传染人。医院汇报后，南阳市防控指挥部已发布通知解决医护人员出行问题，制作临时工作证作通行证。
3月6日，一份加盖公章的隔离费用收据在网络上引发争议：湖北浠水县2名武汉火神山医院援建工作者返乡，被安排在当地一家宾馆集中隔离，镇政府通过劳务公司按150元/天的标准收取了4200元集中隔离费。3月8日，浠水县新冠肺炎疫情防控工作指挥部发布通告，称收取隔离费行为错误，钱已返还，涉事副镇长马某被免职。
3月9日，据《生命时报》报道，武汉汉阳体校方舱医院的一些志愿者在方舱医院关闭後，收到的通知并非“隔离14天”而是“马上回家”。当他们拿着通知回到小区时，小区不让进；回到原来的酒店，以志愿者名义招募他们的公司让他们尽快搬离，志愿者陷入尴尬的两难境地。

### 电子手环
自2020年以来，在北京、上海、福建、广东等多个省市，电子手环被用于协助管理居家隔离人员。电子手环可定时上报佩戴者的体温、心率、位置。佩戴者若取下手环或离开指定区域则管理平台会报警。此外，手环还设有紧急呼叫按钮，供佩戴者在身体不适时寻求帮助。2022年7月13日，一名微博大v用户称其返回北京后被社区要求佩戴电子手环，引发热议。网友表示手环可能会获取个人行踪，侵犯隐私。设计手环的北京微芯感知科技有限公司表示该款手环不会追踪个人定位，只会检测身体机能。北京市卫健委及北京市12320热线回应称从未发布过居家隔离人员需要佩戴电子手环之政策，并认为可能只是社区的防疫要求。

### 「乙类乙管」后的方舱医院
2023年1月8日，新冠病毒感染从「乙类甲管」被调整为「乙类乙管」，此后大部分方舱医院或闲置或被拆除。据南方周末记者统计，自2023年1月8日至8月8日，全国22个省区共公示239条方舱医院有关公告，涉及95个项目，包括方舱医院建设、改造和拆除。
2023年8月1日，有网友称黑龙江省佳木斯市某小区设立了一则标题为「黑龙江省佳木斯市方舱医院建设项目（一期）」公示板。不少网友质疑新冠常态化防控后为何仍要建设方舱医院。
2023年8月4日，海南省儋州市政府在网站公示方舱医院项目设施拆除及场地恢复工程中标候选人，三家中标者报价约为1340万元。有网友质疑报价过高，花大价钱拆除方舱医院浪费公共资源。

## 文化及旅游活动应对问题
1月20日，武汉市人民政府宣布派发20万张可供市民在大年初一到十五免费游黄鹤楼等30个景区的惠民旅游券。1月21日，武汉市文化和旅游局宣布惠民旅游券活动延期举行。
1月20日下午，湖北省应急管理厅举办春节联欢会。1月21日，中共湖北省委、湖北省政府举行“2020年湖北省春节团拜会”文艺演出活动，湖北省民族歌舞团40多名演职人员参与了多个节目的演出。中共湖北省委书记蒋超良、副书记兼省长王晓东等领导到场观看。法国国际广播电台引述湖北省民族歌舞团微信公众号发布的文章（该篇文章后被歌舞团撤下），称歌舞团的数名演员在登台前出现感冒等身体不适症状，最终“带着层层口罩，克服肺炎恐慌”使得演出成功举办。湖北省政府在疫情期间举行大型文化活动引起争议。《环球时报》批评事件与当地“封城”的背景显得不协调。部分网民批评省政府此举是对一线奋战人员的不尊重，也是形式主义的体现。

## 地方政府截留他地物資争议
2020年1月30日，國務院辦公廳發出緊急通知，當中提及國務院的物資保障組負責對重點醫療應急防控物資實施統一管理、統一調撥，地方各級政府不得以任何名義截留、調用。

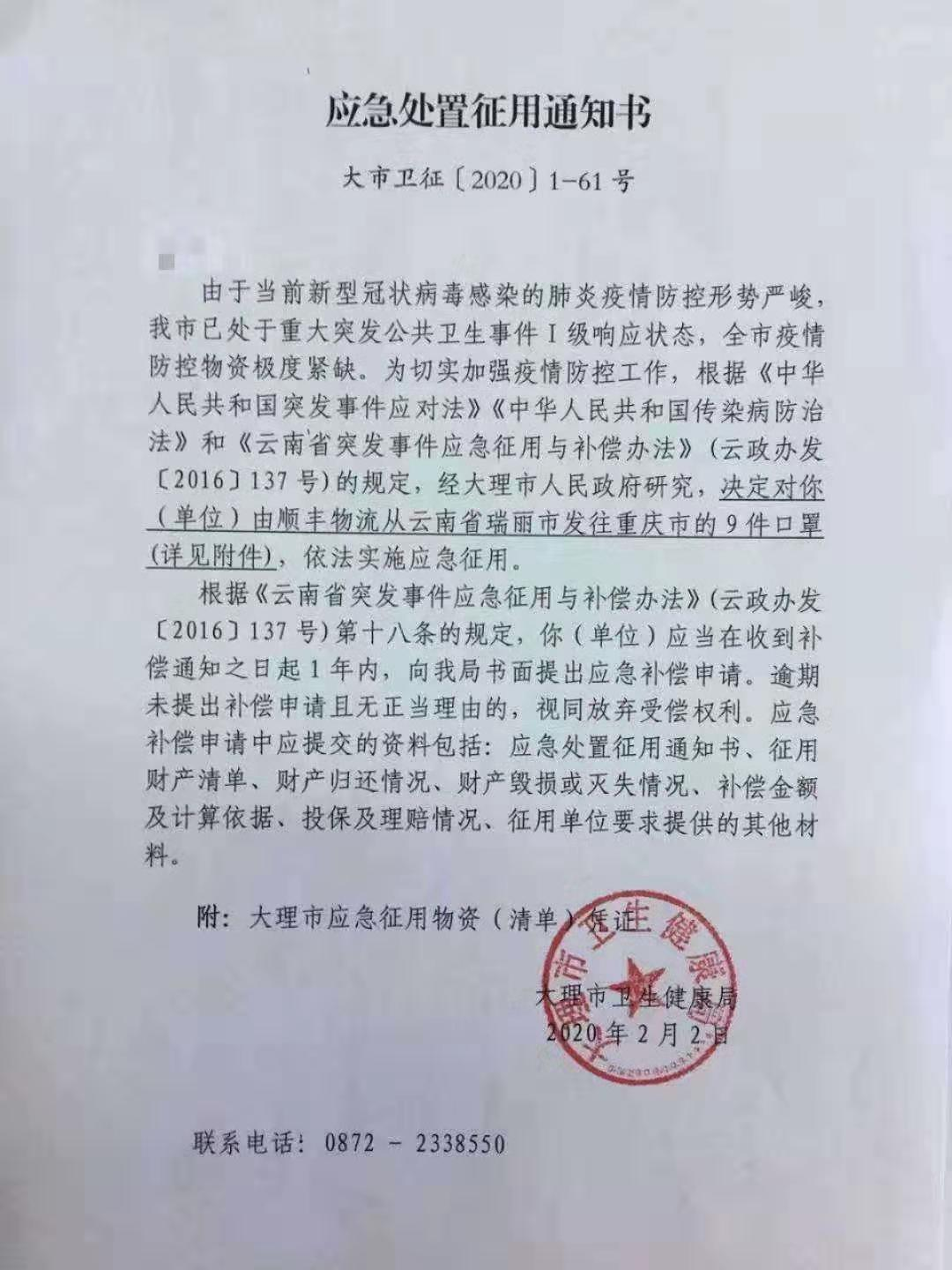
大理市卫健局发出的《应急处置征用通知书》

2月2日，中國雲南省大理市卫健局发出《应急处置征用通知书》，征用了发往重庆市的应急防疫用口罩，重慶市發函索要未果，獲回覆已分發，無法追回，引发争议。2月6日，每日經濟新聞從重慶商務委了解到，大理已同意歸還口罩。雲南省對大理市政府及衛生健康局予以通報批評，指做法嚴重影響兄弟省市防控工作及人民感情，責令立即返還物資。大理市稍後發聲明致歉，指暫扣及徵用口罩是解燃眉之急，將嚴肅處理責任人及退回能退的口罩，其他的正展開補償工作，已兌付補償款99.03萬元人民幣，而重慶的口罩則全部放行退還。大理市衛健局局長楊硯池之後被免職，工信和科技局長方虎亦被政務記過。除重慶的物資外，大理市及大理州還被傳媒揭發扣留湖北黃石市及浙江慈溪市的物資。其中黃石貨主重慶市黃石商會接受東方網訪問時不滿大理用完物資賠錢了事，而大理市委書記高志宏接受《新京報》訪問時就稱大理的酒精等物資亦被其他地方扣留過。2月24日，云南省纪委监委网站发布消息称，大理州委、州政府、大理市委、市政府、大理市纪委监委被通报问责，大理市委书记高志宏遭到党内严重警告处分及免职处理，大理市委副书记、市长杜淑敢、大理市政府党组成员、副市长娄增辉遭到撤销党内职务及政务撤职处分，大理市委办公室常务副主任李磊遭到党内警告处分，大理市市场监管局党组书记、局长袁爱忠遭到政务记过处分。同时对大理州委副书记、州长杨健、大理市委常委、常务副市长杨矗、大理市委常委、市纪委书记、市监委主任张琮诫勉问责。
2月4日，中國山東省青島市新型冠狀病毒感染肺炎疫情防控指揮部發出蓋印公文，稱由於企業採購的口罩被瀋陽海關查扣，要求青島海關「按照對等原則」查扣即將到達關口的瀋陽購買物資。2月6日，中國新聞網查詢瀋陽海關，獲回覆未查扣過青島購買的口罩。《新京報》指事件引發輿論質疑，報章查詢文件中聯絡人，獲回覆文件是3日晚上草擬，及後查明瀋陽海關暫扣口罩資訊不實，4日早間已撤回，並未執行，而企業反映的問題已由兩地協商解決。

## 执法部门应对相关争议
自疫情爆发后，中国大陆多地将拒不不戴口罩、进出公共场所不听劝阻不扫码、拒不参加统一组织的核酸检测、刻意隐瞒行程、不履行疫情防控责任等违反防疫规定的行为均认定为“属于拒不执行人民政府在紧急状态情况下依法发布的决定、命令的行为”。但中国大陆各地出现疫情后，尤其是2020年初武汉疫情期间，从未因疫情而经全国人大常委会决定、授权国务院宣布进入紧急状态。因此无论是从法理上还是事实上，都没有进入紧急状态，故相关法律及其执行也引发了争议。

## 教育教学相关争议
2020年2月1日，江苏省苏州市相城区向阳学校因为无办学许可加之疫情防控要求被关停。此举导致400多名学生无学可上，17名教师失去工作。2月5日20余名学生及家长在主干道聚集并拉横幅、喊口号，要求校方及街道解决学生的教育问题。6名带头成员以拒不执行人民政府在紧急状态情况下依法发布的决定、命令而被依法予以治安拘留处罚。
2020年2月29日，云南省临沧市临翔区教育体育局曾下发通知，为了在复课防疫期间充分发挥中医中药「治未病」的作用，要求区内各直属学校及幼儿园的所有学生根据临沧市中医医院开具的处方服用「大锅药」并上传喝药照片，按照要求服用后才允许入学。3月2日上午，临沧市教体局回应称，服药基于自愿原则，并非强制；个别下属教体局、学校的执行方式欠妥。临沧市教体局并就此事致歉。目前原发通知已停止执行。
受疫情影响，教育部明确各地开展网上教学，各类软件程序被广泛用于在线课堂场景。为了教学需要，这类软件应用通常要求开启麦克风、摄像头，以及进行人脸比对，由此引出的个人信息收集和网络隐私问题引发民众担心。3月2日，国家互联网信息办公室表示，有30余款在线教育类应用对个人信息保护合格水平偏低、对个人敏感信息处理规则不明确。有些应用强制要求获取麦克风、摄像头等权限，否则无法使用，在上课时学生的麦克风、摄像头可以强制被教师打开。为了防止学生挂机而不听课，部分应用甚至会监测手机或电脑桌面及后台运行程序，强制锁抓取屏幕，以供教师判断听课专注度。国家互联网信息办公室核验发现有30%左右的应用未公开隐私政策；15%左右的应用虽然公开了隐私政策，但未详细说明其收集个人信息的目的、方式及范围，只是格式文本；75%的应用在首次启动时即申请可收集个人信息的权限，但并未告知收集目的，有些权限被设为必须提供，如不允许便闪退。另外有半数应用使用后无法注销。此外，一些学校要求学生购买指定型号的摄像头和电脑设备，引发学生及家长对于学生个人隐私的担忧。在学校发文澄清“购买设备非强制”后，一些教师仍强行要求学生购买设备，并威胁拒绝购买的学生。
网络教学也使部分贫困学生因为没有智能手机或没有网络覆盖而无法上网课，或是为了上课费尽周折。教育部及地方教育部门已经采取了一些措施，摸清无法上网课的学生情况，并给予帮助。
很多教师在网络授课过程中发现自己因发布违规图片或讨论政治议题遭到封禁，对于平台的过度审查感到困扰。如一名妇产科护理学教师授课过了几秒钟就遭到封号，疑认为原因是提到了外生殖器解剖；一名历史教师疑因为材料包含敏感词而无法发送给学生。一些学生也表达了不满，「医学生上网课有多难」一度成为微博的热门话题。
2020年8月13日，教育部和国家卫生委员会建议所有高校学生留在校园内，防止新冠传播。教育部也向各高校发函要求避免「一刀切」、「简单化」的封控管理。但在2020年9月，天津大学、西安外国语大学、西安音乐学院等学校因为不合理的封控措施而登上热搜。学生反应了封闭期间校内热水供应不足及饭菜水果价格上涨，并表示学校限制学生出入但允许教职工及家属出入属于双重标准。《中国新闻周刊》的调查表示有93％的受访者不理解为何要单独限制学生而不对其他人员采取措施。
2022年4月，网络上流传黑龙江省绥化市教育局的一张通报，通报称该市一学生因家长从外地返回未报备而被取消学籍。绥化市市长表示该事属于疫情防控指挥部而非教育局，教育局的通报没有效力。
2022年11月2日，一名网友在微博发文称其母亲是一名教师，几天前上网课时，因有网络喷子入侵课堂发送辱骂语音干扰教学而受到刺激突发心梗死亡。受疫情影响，各地网络教学越来越普遍，类似的网络霸凌行为也愈演愈烈。社交网络上可以找到「网课爆破」等相关小组，天津、深圳等地警方此前也曾表示已关注到网课被入侵的现象。

## 各地其他争议
湖北武汉防疫质疑：2020年1月19日，武汉市人民政府副市长陈邂馨称，自1月14日起，在武汉市的机场、火车站、汽车站和客运码头等交通枢纽设置体温检测点、排查点，发放宣传册。但财新网引述1月20日去过武汉站旅客的说法，表示在火车站未见体温监测点，也未有广播提示和发放防疫宣传手册。1月17日，now新聞台報道指記者在漢口站親身搭高鐵去北京，發現站外有帳篷接受發燒者主動求助，惟乘客不需測量體溫即可進入車站，站內亦無任何有關新型肺炎的告示。
湖北省黄冈“一问三不知”：1月30日，中央应对新型冠状病毒感染肺炎疫情工作领导小组指导组派出督查组，到湖北省黄冈市进行督查核查，发现黄冈市卫生健康委员会主任唐志红就对于定点医院的收治能力、新型肺炎病例等问题“一问三不知”，翌日黄冈市卫健委主任唐志红被免职。
湖北退休副厅长拒入院治疗：2月13日，湖北省司法厅退休副厅长陈北洋被曝一家三口在1月25日前後感染嚴重特殊傳染性肺炎後，因医院无法提供厅级幹部对应的单人或双人病房，陈拒绝入院治疗，执意居家隔离。2月4日前，陈北洋夫妇及儿子从张家湾搬至桃山村省直机关小区居住，社区并未如实告知居民陈家三口是确诊病例。至12日陈还多次在小区内活動，其间知情人将三人确诊情况告知邻里，引發居民恐慌。13日下午，经有關人員上门劝导，陈北洋同意前往医院，但是拒绝乘坐医院的救护车，最后由政府公务车辆送往医院。
湖北仙桃严禁在群内议论疫情发表个人观点和严禁未经允许擅自接受电话及现场采访：2月19日，湖北省仙桃市卫生健康委发出《关于重申疫情防控期间有关纪律的通知》，强调了四点「严禁」要求，包括严禁在群内议论疫情发表个人观点和严禁未经允许擅自接受电话及现场采访，引发舆论关注。当天晚上，仙桃市卫健委相关负责人回应称，通知文字表述确有不当之处，已作废。
湖北黄梅误把消毒泡腾片当作防治新冠的药物发放2月25日，湖北省黄梅县黄梅镇向窑村一组组长在发放物资时，误将消毒用泡腾片当作防治新冠的药物发放，导致22人因误服泡腾片入院。
山东青岛新冠高架路路名争议：一条叫做“新冠高架路”的高架路因为与嚴重急性呼吸綜合症冠狀病毒2型（又稱新冠病毒）撞名引发热议。有网友给青岛政务网政府信箱写信呼吁改名，留言称“‘新冠’二字确实伤害全中国人民特是湖北人民的感情”，希望当地政府予以改名，还有人建议更名为武汉高架路。市长邮箱对此回复称“符合《青岛市地名管理条例》的规定，为了保持地名的稳定性，可改可不改的地名，一般不予更改”。
湖北武汉居民高喊“假的、全都是假的”：3月5日上午，国务院副总理、中央指导组组长孙春兰在武汉市青山区翠园社区开元公馆小区考察时，有居民从家里的窗户向中央指导组成员高喊“假的、全都是假的”，来表达社区物业假装让志愿者送菜送肉给业主，实际工作不到位的诉求。据法新社报道，当地居民对菜品的质量和价格不满。视频在网上传出后随即被大量网民点赞，网民点评说“当面揭皇帝的新衣”“过瘾喊出真实的话”。媒体亦对此事件进行了评论，认为“真实的声音最有力”、“是一次非常有意义的民意表达与对民意的回应”、“揭了形式主义的老底”。翌日，国务院副秘书长丁向阳回应称“绝不掩饰工作中存在的矛盾和问题，切实解决好老百姓关心关切的生活中的实际问题”。3月9日，国务院联防联控机制召开记者会。民政部基层政权建设和社区治理司司长陈越良表示，小区造假行为严重伤害了“组织‘肌体’”、“严重损害了党和政府的形象”，应坚决纠正。
湖北武汉市委书记王忠林感恩教育：3月6日晚，中共湖北省委常委、武汉市委书记王忠林主持召开市嚴重特殊傳染性肺炎疫情防控指挥部视频调度会，在会上，他提出“要在全市广大市民中深入开展感恩教育，感恩（习近平）总书记、感恩共产党，听党话、跟党走，形成强大正能量”。“武汉人民是英雄的人民，也是懂得感恩的人民”。要通过多种形式的宣传教育活动，在广大市民、党员干部中开展感恩教育，听党话、跟党走，形成强大正能量。其讲话内容在媒体曝光後引发舆论的广泛质疑。英国《卫报》报道称，王忠林的讲话遇到了公众的诸多嘲讽，《长江日报》似乎删掉了最初的报道文章。中国媒体据报接到指示不要发表这一文章，也不准发表评论或提及这一事件。
湖北武汉垃圾环卫车给居民送肉：3月11日，武汉市青山区被曝光使用环卫车给居民运送平价肉，钢都花园管委会11日晚通过微博道歉，表示将上门收回平价肉集中销毁并追责。青山区纪委监委称对钢都花园管委会党委书记、副主任予以免职，并立案审查。翌日，又有网友爆料武汉其他地区用救护车、环卫车运输猪肉蔬菜等物资，随后相关部门表示正在核实此事。之后，钢都花园改用冷藏车运肉。14日，武汉江岸区海赋社区再度爆出用殡葬车运送团购物资。事后，武汉市黄陂区殡葬管理所所长敖浩被免职，并党纪立案审查；黄陂区民政局党组成员、副局长骆文俊被党纪立案审查；区殡葬管理所解除与吕某殡葬用车承包经营协议，并依法追究违约责任。
河北衡水防疫卡点意外致死：3月16日，河北省衡水市景县龙华镇一村民骑电动三轮车撞到防疫卡点钢丝绳后身亡。据事发地村支书说，在1月末接到通知后便设立防疫卡点，将钢丝绳一头系在树上，另一头用锁锁住。钢丝绳距地面一米多高，上面挂着一片绸子、一件毛衣和一块警示牌。死者家属要求该村赔偿并追责。
上海外籍人士超国民待遇：3月21日《新民晚报》新媒体报道称，上海市静安区彭浦新村街道三泉路517弄一名英国籍人士3月14日辗转多地回沪后，其配偶和岳母均希望该英籍人士能去集中隔离点进行医学观察，但该英籍人士拒绝集中隔离，坚持要居家隔离，该居委会党支部书记陈奉涛决定让丈母娘和女儿、孩子暂时离家前往同社区的亲属家中，英籍女婿居家隔离。该报道发布后引发了针对外国人在华“超国民待遇”的广泛质疑，《环球时报》总编辑胡锡进更发文批评该居委会的所作所为。
全国信用体系边界扩大质疑：嚴重特殊傳染性肺炎流行期间，多地将隐瞒疫病史、接触史等列为失信行为，并上报至全国信用信息平台。南京、厦门等地的失信行为还包括公共场所故意不戴口罩、拒绝执行小区封闭式管理等。信用体系边界不断扩张引发民众担忧和质疑。
新疆“一刀切”防疫政策：7月15日，自新疆新一轮疫情爆发以来，新疆政府采取严厉的隔离检疫措施遏制疫情进一步发展。首府乌鲁木齐市多个住宅小区进行封闭式管理，住户的家门均被贴上封条或胶带，完全禁止下楼。另外，部分社区每日向住户派发连花清瘟胶囊、盐酸阿比朵尔及特制中药剂，强行要求他们在监督下服用药物，部分居民服用药物后出现轻度不适症状，包括皮肤过敏、腹泻、月经紊乱等情况。以上措施安排引起了生活不便，致使当地居民在8月中下旬涌入微博超级话题#乌鲁木齐发帖求助，呼吁政府放宽限制措施，但这些信息很快便被当局删除。
广东深圳现金登记：8月中旬，深圳市福田區梅林街道一間超市被曝光貼出「由於政府要求，使用現金必須做好人員登記」的規定，梅林街道辦事處梅都社區17日回應稱，為防控疫情，福田區食藥監局根據上面的文件精神，下發了「使用現金需登記」的相關規定。据报道，由於鈔票和硬幣被指可受冠状病毒污染，加上當地有超市職員染疫，因此采取實名制是要應付當民眾一旦確診感染冠状病毒，可追蹤其活動路綫圖，及時防範現金播毒。
辽宁大连微博求助遭街道办威胁：2021年1月1日，一名网名“S古戈尔”的大连市金州区女子发微博求助，称自己母亲去世，但由于封城政策，自己无法回家奔丧。次日该女子发表微博表示自己已尽一切办法都无法出城。之后该女子在接受采访时称「後來我們街道有人給我打電話，上來直接問我，你昨天在微博上發什麼了，我說我發什麼跟你有什麼關係，我自己微博我發什麼不行，他們來質問我，我的天，當時我都沒瘋了」“我娘養我一場，她去世了我都不能在身邊，養我這個女兒有什麼用？哪怕就是我自費，我掏錢，單獨給我安排，見一面不也行嗎？關鍵是現在這個政策一刀砍死，不給留一點活口。都是說‘舍小家爲大家’，連小家都沒有了，大家怎麼搞？”引发热议
辽宁大连街道辦事處副主任「防疫搞特權」：2021年1月13日，大連市金普新區友誼街道辦事處副主任王琛明在返回居住地小區時，不服從防疫規定，不僅拒絕登記身份证号码，還打電話給金普新區友誼街道康樂社區黨委副書記盧憲寶（即「盧書記」）要求放行。當地志願者將過程拍成影片上傳至网络後，引發網民与官媒的强烈批评。由於该女子要進入的社區當時是中風險地區，引發網民質疑「防疫搞特權」，並齊讚志願者“懟得好”。翌日，大連市紀委監委发布通报，王琛明因擾亂疫情防控工作秩序被嚴重警告及免職，盧憲寶受到黨內警告處分。
官媒新華社評論：从2021年1月中旬中国大陆出现本土规模性零星散发病例以来，一些沒有新增確診病例、距離疫情發生地較遠的城市，也開始宣布進入戰時狀態。中国官方媒体新華社对此發表評論文章，稱科學防控、精準防控，既不能「重砲打蚊子」，也不能「掃把趕惡狼」。
河北石家庄老人外出買煙被執勤人員綁在樹上謾罵：2021年1月18日，一名居於石家莊市藁城區的老人曹某欲外出買煙，不聽防疫人员勸阻後，在村黨支部書記閆某的指使下被執勤人員綁在樹上謾罵。事件發生後，南營鎮當局展開調查，最終決定給予水範寨村黨支部書記閆某停職處理，當地警方已經以涉嫌非法限制人身自由案立案調查。
吉林通化疫情：2021年1月中旬，吉林省通化市爆發本土疫情，自18日起實施全面封閉管理。有網民表示在居家隔離期間缺乏物資，有的家中已快斷糧，引起網絡關注。1月23日，通化市新冠肺炎疫情防控指揮部表示，通化市将成立保民生志願服務隊，面向廣大居民免費提供生活必需品代購配送服務。24日，通化市副市長蔣海燕就市民生活物資配送不及時不到位，給市民生活帶來很大不便的問題，代表市委市政府表達歉意。同日，通化市疫情防控指揮部宣布，從即日起至解除居民居家封閉管理，對居民基本生活物資按照每戶5天需求量供應「蔬菜包」，半價配送到戶，對低保戶、孤寡老人等困難群體基本生活物資免費配送。
江西铅山发现病例后，交通灯统一调整至红灯：2021年10月30日，在江西省铅山县发现病例后，交通灯统一调整至红灯，引发争议。警方随后表示，实际上是30日晚车流量较大时的应急措施，该县交通灯已恢复正常。
陕西西安防疫亂象：2021年12月27日，在西安市开始暂停每户家庭每两天由一人外出采购生活物资的政策后，家中物资出现了耗尽的情况，且外送也存在無法送入小区的情况。另外微博上也有寻求食物和其他必需品的供应求助。许多网民表示，他们还没有收到政府的供应，并批评这是“鬧飢荒”。“西安买菜难”也一度冲上微博热搜榜。12月28日，为解决封闭管理小区居民生活出现困难的情况，西安各区政府与多家大型零售企业和农贸市场合作，组织准备蔬菜等生活必需品，为封闭管理小区免费提供物资保障。12月29日，西安市官方回应，确实出现了保供企业员工到岗率低、物流配送困难的情况，将尽最大可能协助解决企业员工正常上岗问题，为生活物资保供车辆发放通行证。
陕西西安高新医院推诿拒诊造成孕妇流产事件：2022年1月6日，据西安发布客户端消息，西安市高新医院发生一起孕产妇流产事件引起社会广泛关注，造成恶劣社会影响。1月5日，经陕西省、市卫生健康委组织专家进行调查，认定该事件是一起责任事故。据悉，西安高新医院已对相关责任人作出处理：总经理被停职，门诊部、医务部相关责任人被免职。
江苏各地“3+11”封关：2022年3月中旬开始，因应上海聚集性疫情在江苏省多地出现关联个案及聚集性疫情，江苏省13个地级市均对市外来返人员（不区分省内外）实行“3+11”健康管理措施，即3天居家健康监测和11天跟踪健康监测，期间进行9次核酸检测。此政策实施后，引发民众的讨论，认为“3+11”政策是一刀切，建议在科学精准原则下优化防疫管控措施，针对疫情风险状况分级分类施策，在提供“两码一证”前提下让省内低风险城市之间自由通行，尽可能减少对群众正常工作、学习、生活的影响。进入5月，江苏省局部疫情主要集中在无锡江阴。而自5月7日起，江苏全域均为低风险地区。5月9日，在江苏全省疫情防控工作电视电话会议上，中共江苏省委书记吴政隆强调严格执行国务院联防联控机制的部署要求，防止一刀切、层层加码，力戒形式主义、官僚主义，最大程度保护人民生命安全和身体健康，最大限度减少疫情对经济社会发展的影响，努力用最小的代价实现最大的防控效果。从5月10日起，江苏省调整省内城市来返人员健康管理措施，对14日内无中高风险地区和社会面本土疫情所在地级市旅居史的江苏省跨市流动人员不再实施“3+11”健康管理措施，持48小时核酸阴性证明即可自由流动。无核酸阴性证明的，抵达后24小时内需进行一次核酸检测；在抵达后72小时内再进行一次核酸检测。5月14日起政策再放宽至所有全域低风险的地级市来（返）当地人员，上述人员可以持48小时内核酸检测阴性证明有序流动；若无阴性证明的，抵达后24小时内需进行1次核酸检测。抵达后48小时内需再进行1次核酸检测。以上人员均不再实施“3+11”健康管理措施。对于有本土聚集性疫情所在县（市、区）来（返）当地人员，严格执行“7+7”健康管理措施；有本土聚集性疫情所在设区市其他县（市、区）来（返）当地人员，严格执行“3+11”健康管理措施；有本土散发疫情所在县(市、区)来（返）当地人员，开展14天健康监测；对14天内有本土散发疫情所在设区市其他县(市、区)来（返）当地人员，落实7天健康监测。14天内与感染者有轨迹交叉、有中高风险地区旅居史的人员，严格执行“14+7”健康管理措施。至此，实施近两个月的低风险地区人员“3+11”健康管理措施正式取消。
江苏徐州粗暴消毒：2022年5月初，网络上流传着一则江苏省徐州市睢宁县的入户消毒视频，视频中的消毒人员在屋内大肆喷洒消毒水，连电器也不放过，还将居民冰箱中的食品丢弃至地上。居民解除隔离回家后发现满地狼藉，丢弃在地上的食品已经腐烂生蛆。这种粗暴的消毒做法在网上引发争议。
河北邯郸「一刀切懶政」：2022年5月14日，河北省邯鄲市宣布在約一個月內繼續限制對外公共交通，并要求主城區所有居民自5月14日至6月12日，每3日一次預防性全民核酸檢測，期間實行「管住大交通、內部不封控」等措施，繼續關閉出城高鐵和機場；未按時檢測人士禁止工作、禁止出入公共場所。有市民指，邯鄲市已連續多天無新增病例，政府卻維持嚴控，是「一刀切懶政」。
吉林四平未参加核酸检测依法行政拘留：2022年5月24日，四平市新冠肺炎疫情防控指挥部发布《关于5月26日开展城区居民核酸检测的通告》，对两次以上未参加核酸检测的，依法行政拘留10天，并处罚款500元，纳入失信人员名单，在媒体上进行公开曝光。5月31日，四平市发布《关于6月2日开展城区居民核酸检测的通告》，要求对于两次以上未参加核酸检测者，依法行政拘留10天，并处罚款500元，纳入失信人员名单。有网民对此表示质疑，认为四平市已多日无新增病例，仍要做核酸是“劳民伤财”。也有网民质疑不做核酸就行拘没有法律依据。其后四平市重新发布通告，新发布的通告已经没有“行政拘留”“罚款”等相关表述，因特殊原因未能参加本次核酸检测的人员，“吉祥码”赋“黄码”。被赋“黄码”人员，主动补检后，将及时取消“黄码”。对拒不参加核酸检测且造成疫情传播扩散的，将依法依规处理。除此之外，在中国大陆，仍有没有本土疫情的地区开展常态化区域核酸检测，对不参与常态化核酸检测的群众采取罚款、拘留等强制性措施，引发公众质疑。6月9日，国家卫健委有关负责人在国务院联防联控机制新闻发布会上明确表示，核酸检测的重点应该放在高风险人群和高风险岗位的工作人员，以及有疫情的地区，强调“没有发生疫情，也没有输入风险的，查验核酸不应该成为一种常态。”而对于采取非法强制性措施的地区、单位和作出决定的个人，国务院联防联控机制将要求有关地方及时整改纠正。其后中国大陆多地宣布，取消常态化区域核酸检测或优化核酸证明查验机制。
江苏无锡手上盖章，还要保持三天：2022年7月5日下午，网上热传“无锡一街道黄码转绿码做完核酸要在手上盖章，还要保持三天”的图片，引发网友热议。5日晚，无锡市梁溪区扬名街道社区卫生服务中心发布致歉声明，声明称，工作人员为避免人群聚集，在发放黄码人员核酸检测采样证明过程中方法简单粗暴，做法欠妥，给居民带来困扰和不便。北京青年报表示，涉事单位在向居民“深表歉意”的同时，更需要做出深刻反思。
广州强制破锁：2022年7月10日，广州一住宅小区一百多户的门锁被防疫人员强行破拆。之后荔湾区当局表示，向住户和公众诚恳道歉，并根据调查结果，依法依规依纪对相关人员进行严肃处理。
吉林长春、辽宁大连强制要求公共交通乘客佩戴N95口罩：2022年7月16日，因长春市新增本地無症狀感染者，长春要求即日起乘坐轨道交通的乘客全程規範佩戴N95口罩。相关要求发布后引发网民批评。不过根据国务院联防联控机制综合组于2021年8月9日下发的《关于印发公众和重点职业人群戴口罩指引（2021年8月版）的通知》要求，建议一般公众选用一次性使用医用口罩、医用外科口罩或以上防护级别口罩，没有强制要求一定要佩戴N95口罩。而N95口罩的强制性要求主要针对重点职业人群。之后在8月28日，大连市新冠肺炎疫情防控总指挥部发布第23号令，其中第三点“减少人员流动和聚集”中的若干规定，如市内片区公共交通运行车次减至日常的10%，其他区域减至50%；所有司乘人员、乘客均需规范佩戴N95或以上级别口罩，引发广泛关注和讨论。由于车次减少，公交车出现严重拥挤的情况，而N95口罩成为当地的抢手货，甚至有男子坐公交因未佩戴N95口罩，戴普通口罩引发其他乘客不满，被骂“缺德”。北京某三甲医院感染科一位医生对此表示，认为这些措施存在过度的情况，应考虑优化。
贵阳花果园疫情：2022年9月初，贵州省贵阳市爆发新一轮新冠疫情，疫情爆发点集中在花溪区、南明区花果园等地。随后，贵阳政府宣布进行所谓“临时静态管理”，进入事实上的封城状态。9月3日，被称为“中国第一大楼盘”的贵阳花果园小区被封控。随后，很多生活在贵阳的市民在中文互联网上求助，爆出贵阳疫情防控导致市民的基本生活需求都无法保障。然而，在贵阳市民食不果腹的同时，贵阳官方还发布“#贵阳市民基本生活物资不用愁#”等话题。众多网友在这个话题下对官方进行质疑和嘲讽，随后，官方删除了这一话题。在舆论关注到贵阳封城下的乱象后，贵阳市政府终于做出道歉。9月7日下午，贵阳市南明区疫情防控现场指挥部发布一封公开信，写道：“有的区域生活物资供应不足，给大家带来不便，对此我们深感内疚、深表歉意。”在贵阳封控中，也发生了诸如“防疫人员递菜作秀”等事件，还发生了如“19岁少女跳楼”这样的防疫次生灾害。据悉这个19岁女孩在与家人通话后将自己反锁在厕所，随即从厕所窗户坠下，警方已经排除他杀可能，没有公布具体跳楼原因。
新疆伊犁疫情网民求助遭封锁：2022年9月初，微博“#伊犁超话”、“#伊犁疫情（伊犁聚集性疫情）”两大话题下，新疆伊犁哈萨克自治州的许多网民接连发声，讲述/控诉伊犁封城近40天来的种种防疫乱象，并向外界求助，引发网民关注。其中，多名发声的伊犁网民收到了来自当地警察或社区的警告，要求删帖。有多位微博网友称，伊犁疫情等内容持续遭到了压制，即便网民关注度很高，也迟迟上不了热搜。当地民众无奈采取向其他博主私信、借用其他地区疫情话题（#成都疫情、#贵阳疫情）的方式寻求关注。然而9月7日，新疆官方新闻媒体天山网宣布伊犁景区重新开放，更引起当地网民不满。几天中，有大量内地网友也参与进来，帮助转发、重制被404的帖子，借助各种渠道帮助新疆发声。有网友说，因为自己经历过上海封城，所以更能体会他们的绝望。9月9日晚，伊犁哈萨克自治州人民政府新闻办公室召开疫情防控新闻发布会。会上，就网传贴文，伊犁州党委副书记、州长叶尔夏提·吐尔逊拜在答记者问时介绍，经有关部门调查核实，关于老人因饥饿上吊自杀的帖子不属实，是别有用心的人通过张冠李戴编造的谎言，有关部门正在依法依规予以严肃处理。新疆伊犁哈萨克自治州副州长刘庆华表示，伊宁市群众反映的就医难问题确实存在，针对群众关心的就医问题，当地将立刻进行整改。
贵州省黔南州隔离转运大巴侧翻事故：18日凌晨，黔南州三（都）荔（波）高速（贵阳往荔波方向）发生贵州黔南州隔离转运大巴侧翻事故。事发时，车上载有47名人员，其中驾驶员1名，随车工作人员1名，其余45人均为云岩区涉疫居民，其中多为云岩区向阳大院居民。截至18日12时，事故造成27人死亡，20人受伤正在救治。有关部门已紧急赶往现场处置。9月18日晚，在贵阳贵安新冠肺炎疫情防控新闻发布会上，贵阳市人民政府副市长林刚通报，此次事故涉事车辆车牌号为贵A75868，为贵州黔运集团有限公司所属车辆，系抗疫转运征用车辆，核载49人。该车从云岩区接送涉疫隔离人员前往黔南州荔波县隔离酒店进行集中隔离医学观察。于9月18日0点10分从云岩区出发。林刚也就此次事故代表贵阳市委、市政府对所有遇难人员表示沉痛哀悼，并向所有遇难人员家属、受伤人员表示深切慰问，向全社会作出诚恳道歉。事故发生之后，公安局中午的通报仅提及发生车祸，强调有关部门已紧急赶往现场处置，然而对于事故发生原因、乘客身分绝口不提。前环球时报主编
有人对选择凌晨转运需隔离人员提出指引，并引述《道路旅客运输企业安全管理规范》规定，指出大型客车凌晨2时至5时本不应该上路。此前有多例用客车连夜转移涉疫人员的事件，有人称之为“特事特办”。而此前也有因为转运不及时而引起争议的案例。也有人将矛头对准清零政策，即認爲中國政府實行的清零政策是车祸的罪魁祸首。上海金融與法律研究院研究員聶日明表示，大規模異地轉運隔離政策等限時要求社會面清零帶來的亂象，嚴重違背“人民至上，生命至上”原則。
河南郑州富士康厂区传出疫情：自10月中旬以来，郑州富士康厂区发现疫情。为了控制疫情，厂区实施了封锁。富士康多次拒绝透露感染新冠病毒的具体人数。富士康厂的工人离开工厂，并开始长途步行返回家乡，以避免在公共交通上被逮捕。10月中旬起，网络上开始广传有关富士康员工徒步“逃离工厂”的影片，已经在中国互联网上引发众多讨论。也有许多该厂工人沿路分享自己的遭遇及路线，引发众人关切。许多河南民众在路上放置饮用水、食物及蔬果，协助过路的工人。随后河南地方政府动员基层干部和党员以及退伍军人到郑州富士康工作，并给予各种奖励和补贴，以填补富士康的劳工短缺。
新疆乌鲁木齐社区街道办马主任威胁群众“进方舱”：10月17日乌鲁木齐高新区（新市区）八家户街道河滩北路西社区马主任在群内发信息称：“所以，今天话说尽，谁如果再在群发一些不良信息，负能量，别怪我不客气，撕下脸皮。至少我有把你弄到方仓去的能力，只一条，扰乱社会治安即可，你那些关系，后门皆不可用，因为我不认识他们，他们也不认识我，我的升迁与提拔，只有我们街道说了算，好自为之。”。这位“社区马主任”扬言，把居民送进方舱医院隔离。事件被曝光后，引发网民炮轰。10月18日，乌鲁木齐高新区（新市区）八家户街道纪工委发布《关于网传乌鲁木齐高新区（新市区）“河滩北路西社区马主任不当言论”的调查通报》，就“河滩北路西社区马主任”不当言论，八家户街党工委、纪工委进行审查调查。现对马某某作出免职处理。根据《关于反映马忠良问题线索移交函》显示，马主任叫马忠良，现年45岁。2017年9月任八家户片区管委会河滩北路西社区工作委员会主任（副科级），2021年6月升为三级主任科员。2022年10月17日，收到当地民众反映马忠良问题线索包括：7月31日晚，身为社区疫情带班领导，期间擅离职守，与战友聚餐长达两小时之久；8月10日小区静态管理期间，马履职不力，导致居民反映投诉多，小区管理混乱等。
新疆乌鲁木齐待产孕妇被拒入院就医：2022年10月18日，根据多条传出的视频显示，在新疆乌鲁木齐友爱医院大门外，4名临产孕妇其中1人宫缩、3人破水，被3名防疫人员挡在门外，禁止产妇进入医院就医。三名身穿防护服的防疫值班人员一言不发，冷漠地站在紧闭的大门外，其中一人还怀抱一根木棒。一名疑似孕妇家属的男子斥责他们为什么不让进医院，也不跟领导反映情况，也不跟医院产科沟通。医院门口的电子时钟显示，事发时间是凌晨3点半左右。同一天传出的视频显示，一名孕妇因为进不了乌鲁木齐友爱妇幼保健院的大门，被迫就在门外的马路边上生下孩子。22日该院做出回应，称“当时病区住院床位全满，发热门诊各诊室都有等待就诊的孕产妇。医院预检分诊处工作人员向家属做了说明，同时告知为了保证患者安全，如果是非急产的孕产妇可到其他助产机构就医（全市有36家助产机构），但患者家属坚持不愿离开。工作人员紧急通知产科医生赶到现场，当时四辆车中三辆车内确实有孕妇，经医生详细询问病史、综合评估，其中1名孕妇诊断为胎膜早破，属于急诊经“绿色通道”进院就诊，安全分娩，产妇与新生儿现已正常出院回家静养；另外2名孕妇不属于急诊，医生耐心向家属解释后他们听从医生建议回家休息待产。”乌鲁木齐友爱医院是乌鲁木齐市妇幼保健院的分院。当地官媒16日报导，该医院是乌市7家“黄码医院”之一，专门“为来自中高风险地区和隔离点核酸阴性孕产妇提供诊疗服务”。
新疆乌鲁木齐官方公开疫情数据质疑声不断：据悉乌鲁木齐封控是从2022年8月10日8时起，在全市天山、沙依巴克、水磨沟、高新、经开、米东6个区实行临时静态管理，当时暂定5天，但实际已达60余天。新疆乌鲁木齐疫情仍剧烈，14日新增本土阳性感染者249例，15日新增181例，16日新增123例，17日日新曾87例，18日新增63例，仅5天时间乌鲁木齐就新增703例阳性。乌鲁木齐官方紧急连续3日新增近百个高风险区。不过官方公开的疫情数据一直被外界普遍质疑。
青海西宁“一颗白菜49.31元”：10月27日，#人民日报五问西宁有关部门#话题冲上微博热搜。人民日报客户端青海频道一篇标题为《五问西宁市有关部门：为什么会出现买菜难，如何解决买菜贵？》的文中提到，10月20日，位于城北区的西宁市青藏高原农副产品集散中心发现3例确诊病例，因为流动人员传播风险极大，10月21日，西宁各个区不得已，再次摁下“暂停键”。由于各区封控时间紧张，很多家庭蔬菜等生活必需品准备不充分。多个社交平台买菜难、买菜贵、买菜排队时间久，成为许多网民反映的问题。另据西宁晚报26日晚报道，在青海西宁，有3家蔬菜销售经营者涉嫌哄抬价格被查处。
河北保定父亲为买奶粉持刀闯清零路障被抓：2022年10月31日网传河北省保定市一位绝望下的年轻父亲，为给襁褓中的婴儿买奶粉-持刀闯清零路障被抓。据保定市公安局白沟新城分局官方微博消息，“经核实，该名男子因驾车持刀闯卡违反了相关法律规定，并造成一定程度社会危害性，但公安机关考虑其特殊情况，仅对其处以罚款100元的行政处罚”。
甘肃兰州3岁中毒男童因防疫封控遭遇阻拦失救死亡：2022年，甘肃省兰州七里河区应急管理局11月1日发布一则通报称：当天下午，该区西园街道一户居民"在使用液化气灶时，2人一氧化碳中毒，经送医，1人抢救无效死亡，1人目前生命体征平稳"。通报称事件原因正在调查中。事发后，有当地居民质疑称，孩子在送医途中，遭遇了防疫人员的阻拦。孩子父亲亦表示，在送医时，防疫卡口的工作人员“不让出，也拒绝紧急情况下使用他们的公车。”后当地发布通报称，男孩系因“一氧化碳中毒”，“经送医，抢救无效死亡”。11月1日晚间，一位目击者透露，孩子晕倒，在救护车迟迟未到的情况下，孩子家人欲自行送医，但遭遇防疫卡口工作人员的阻拦，后在周围人的帮助之下，才得以送医
。
甘肃兰州、新疆乌鲁木齐等地微信用户被未知设备登录事件：前一日兰州3岁童因封控失救死亡有关事件的视频等发帖在社交媒体上立刻引起关注，迅速冲上微博热搜，但很快就被撤下。相关的评论很多也被屏蔽，男童父亲回应事件经过的话题也被删除。该事件引发当地民众愤怒，西园和临近的小西湖社区民众纷纷聚集抗议当局的野蛮封控。视频显示，当晚大量特警手持盾牌棍棒，列队进驻当地社区，镇压民众抗议。后续网传消息显示，事发地七里河上西园附近11月2日凌晨突然断网，官方通知“系统升级”。3日凌晨当地大量居民的手机夜间微信被其他设备偷偷登录，紧随其后乌鲁木齐、呼和浩特、郑州、深圳以及青海等地的网友也纷纷爆料，自己的手机也被半夜登录。这些城市都因为长期封控导致民怨沸腾。此前11月2日，联通创投与腾讯创投新设合营企业获批的消息引发关注。3日下午，微信官方被迫回应此事。微信团队的声明证实微信确实会出现“未知设备”登录的情况，并试图为此给出“合理解释” 。但其説法备受质疑。
内蒙古呼和浩特警方称坠亡女子患焦虑障碍 网传女儿因封控无法出门救母：呼和浩特兴光A9小区一名女子事发当晚求救，希望有人可以帮忙把单元门打开，该单元口被三张绿色铁皮合围。该女子在微信群里哭喊，“能不能开开门啊，能不能把门打开？我妈妈是不是没了？”背景音是摇动铁皮的声音。门卫不开门，物业也没有帮忙开灯，院子里一直都是黑的，居民把灯都打开，想要帮忙照一点亮出来，据了解在十一节假日期间，呼市爆发又一轮冠病疫情，其所在的小区于10月4日下午开始焊上大门至今。11月5日，呼和浩特市公安局新城区分局发布警情通报，11月4日18时10分，新城区公安分局接到110指挥中心派警，有群众报警称新城区北垣街兴光A9小区有一女子坠楼。18时15分民警到达现场迅速开展紧急处置和调查工作，后经120急救医生现场确认，坠楼女子已死亡。经核查，死者王某芝（女，55岁）与女儿王某花（29岁）共同居住，患有焦虑障碍，当晚从12层家中坠楼。经勘查，警方已初步排除他杀可能，目前正在开展进一步调查。11月6日，呼和浩特官方发布事發詳細時間過程，向逝者及家屬表示哀悼慰問，並稱將做好善後事宜，對事件中的相關責任人追責問責，依法處理。
内蒙古呼和浩特光华街城建小区又一男子跳楼：继内蒙古呼和浩特一女子坠楼事件后，2022年11月6日，呼和浩特市又传出一男子跳楼事件，事发后城建小区“业主2群”物业发随后发出通知要求所有居民，拍了视频及拍了照的人，请尽快从自己手机里删除有关照片和视频。从现场视频显示，一名穿蓝色上衣的男子躺在地上，旁边有一辆救护车和多名医护。有知情者说，城建小区15号楼5楼中户。该男子跳楼原因尚不清楚，具体年龄不明。网络城建小区相关话题随后都被删除，此事曝光后，引发网民的愤慨和抨击。
河南郑州社区书记哽咽讲“错过女儿成人礼” 遭网民群嘲： 11月6日晚，郑州市人民政府新闻发布厅召开“郑州市新冠肺炎疫情防控”第三十四场（2022年第九场）新闻发布会上，出席郑州疫情发布会的中原区桐柏路街道平安街社区书记刘红英因为一段“我缺席了女儿的成人礼”的“动情讲述”，引起广泛的批评和质疑声。会上，社区书记刘红英讲述“前几天我的女儿是18岁生日，然而我却缺席了她的这场成人礼，当时她给我发来一段和猫咪的视频，让我多爱自己一点，我看到这个我转发了一个朋友圈，当时我们的很多志愿者在我的朋友圈里，他们立刻截图在居民群里广泛转发，还为我的女儿送来了各种各样的祝福。”讲到动情处，为了感动收看发布会的郑州市民和网友，刘红英甚至开始哽咽，需要平复情绪才能继续讲下去。有微博网民为了表达嘲讽、抗议，发起了一个高级黑话题“#刘红英主任女儿十八岁生日快乐”。但在引起热转后，这个话题已遭到清理。更让人出乎意料的是，刘红英冲上热搜引发网友群嘲之后，她还底气十足地在朋友圈里回怼网友。随后，其在社区服务中心拿喇叭喊话称““网络上我不认识的人关我什么事呀，我没微博不嘚瑟，我怎么啦？都是为人父母，我错了吗？”并强调“再说我的稿子，都是审核过的，不是我一个人想说什么就说什么。”。网传的平安街社区志愿者群里对刘书记在昨晚新闻发布会上的表现却是一片恭维与嘲讽。群里满屏都是“看我们最美书记”、“听哭了”、“别的我不知道，我们书记说的绝对是实话”、“基层接地气，形象谈吐实干”、“扭转政府形象”、“舍小家为大家，尽职尽责为民办事”、“这次疫情，唯一一个说实话的人，刘书记”、“为刘书记的无私奉献精神点赞”、“看书记发言看哭了”、“刘书记在主席台，是我们平安社区的骄傲”、“刘书记最棒”，以及更多的大拇指和点赞。
内蒙古呼和浩特市怡和家园14歲的女孩跳樓身亡：11月7日网传视频称，当天早8点，呼和浩特金桥怡和家园一个14岁初中女孩跳楼，据说该小区是低风险小区，但个别楼层已停水停电数日。同日网传河北白沟新城一名男子跳楼，还有网友盘点最近郑州已连续发生十几起跳楼，包括10月底网传视频中的孩子生病不允看病郑州妈妈爬绳下楼坠亡世和小区事件、西湖春天、泰宏建业各一起跳楼事件，凤凰城、大溪地等。
河南郑州出门登记要求填写「政治面貌」引发争议：11月7日，郑州管城区十八里河街道小区居民在出门时，除了要持24小时内核酸阴性证明、主动亮出健康码并扫码外，还被物业要求填写一个「出门登记表」，称为防疫需要。但居民发现其中包括了「政治面貌」「职业」等与疫情无关的信息，并且「不填不让出门」。此事在社交媒体上引发争议，被大多网友质疑是在搞全民政审。该「出门登记表」的必填选项有13项之多，除了姓名、性别、年龄、电话、住所、身分证号码、健康码、人口类型外，还必须填写职业、政治面貌、你出去的理由（包括目的地+事由）、是否返回小区以及是否是自有住房等。
黑龙江牡丹江、大庆频现“刁难式”执法：2022年11月10日9时54分，黑龙江省大庆市肇州县市场监督管理局王某某等3名工作人员对县城内营业场所某奶茶店疫情防控情况开展执法检查。奶茶店服务员对进店三名执法人员说“欢迎光临，扫一下码”，执法人员称“说晚了，第一句就应该说扫码”。随后亮明身份，系市场监管局工作人员，认定该奶茶店没有严格执行扫码、验码规定，勒令奶茶店关停一天。次日11月11日，黑龙江牡丹江一服装店因店员睡觉未戴口罩被贴黄牌警告，引发热议。短短一天之内，黑龙江再次曝出市场监管部门“刁难式”执法，引发众多网友质疑。
重庆孕妇因疫情封控延误送医流产：11月12日，重庆九龙坡石桥铺一小区孕妇雷某延误送医导致流产，早上电话联系社区产检，之后被送至九龙坡区中医院后孕妇流产，质疑送医延误。因小区疫情封控，孕妇早晨7点多出现问题，孕妇发现流血，于是紧急联系小区的物业要到医院做检查，但是物业给出的回复却是先报备，向社区联系征得同意才能出小区，孕妇下楼物业坚持不开门，不让出去，不放行。联系社区给出的回复是他们需要提前联系医院，给医院打电话，院方表示已经准备好接诊，但是需要社区的同意，接下来2个小时社区也找不到人，无法接通电话，最终11点多才到达医院，最终孕妇流产。九龙坡区委区政府发布初步调查情况通报，“社区对于居民外出就医按流程进行处置，网传120救护车进入小区受阻等情况不属实。但确实存在社区工作人员、物业公司与患者本人之间沟通不及时、不到位，社区车辆保障不及时，社区工作人员应变处置能力不足，没有急群众之所急等问题。我们已向当事人真诚道歉，并责成有关方面给予当事人适当补偿，已获当事人谅解。同时，区纪委监委对有关干部立案调查，相关部门对物业公司进行详细调查，依纪依规对相关责任人严肃处理。”
银川一民警跪压隔离人员脖颈：2022年11月1日，银川市一名男子自称患病需要服药，工作人员当晚陪他就医，被诊断为精神障碍，无身体损伤，工作人员为其购买药物服用。其后他违规擅自离开房间下楼冲出酒店，被执勤民警发现后追赶和拦住。该事件引发热议，被网民怒批是中国版的弗洛伊德事件，要求严惩施暴民警。11月22日，银川市兴庆区疫情防控工作指挥部通报，承认视频中的三名执法人员，是银川公安机关参与维护疫情防控秩序的民警和辅警，并表示当事民警已向彭某当面赔礼道歉并取得谅解。有关部门已成立调查组进行调查，将根据调查结果依法依规严肃处理。
乌鲁木齐吉祥苑小区火灾事件：2022年11月24日19时49分，中華人民共和國乌鲁木齐市天山区吉祥苑小区發生火災，造成10人死亡，9人受傷。根据现场各方视频资料显示，嚴重特殊傳染性肺炎封控措施阻碍了救援，居民无法逃生。此火灾在中国大陆引发争议，并成为白紙運動的導火索，最终推动了官方在12月7日发布新十条终结清零政策。 烏魯木齊市官方表示，經與小區所在街道、社區以及現場消防救援人員反復核實，小區不存在鐵絲捆綁的問題，樓棟所有住戶門、單元門均未封閉。網上所傳樓層門用鐵絲捆綁的圖片為移花接木、惡意拼接。他说，2022年11月12日起，事發小區由高風險區降為低風險區，隨後天山區疫情防控指揮部進行綜合評估後，自11月20日起，小區居民已經實行錯峰有序出戶下樓，在小區內活動。烏魯木齊消防救援支隊支隊長李文勝介紹，此次火災具有火災荷載大、蔓延速度快、被困人員多、疏散搜救難等特點，消防部門共調集23輛消防車、109名指戰員參與處置。「事發小區進出道狹窄，且停車位較少，道路兩側停放大量私家車，大型消防車難以進入小區實施作業。在開展搜救及樓內撲火的同時，組織相關部門對樓前私家車道進行移位，拆除日常設立的地樁，全面打開建築南北側火災撲救作業面。」他还表示，「部分居民自防自救能力弱，對居住建築中通往樓頂的第二安全出口位置不熟悉，火災發生時未進行有效的撲救及及時的逃生自救。」
火災後有人懷疑住宅小區的通道門因防疫政策被鎖死，導致困在火災中的居民無法逃生。其後，烏魯木齊當局在報導中稱吉祥苑小區是低風險區的說法亦遭到網民質疑。民眾自發悼念死難者，及後演變成示威。
江西抚州对返乡人员开展免费核酸检测：2023年1月24日，抚州市东乡区新冠疫情防控应急指挥部办公室发布通告，由于春节期间返乡人员较多，为更精准的做好重点人群动态管理，满足广大市民核酸检测需求，切实保障市民朋友的身心健康，以便为下一步疫情防控决策提供更加精准的数据支撑，决定于1月25、26日（正月初四、初五）在全区范围内开展免费核酸检测。当日下午5时许，“东乡发布”微信公众号删除了关于开展免费核酸检测的信息。同日晚8时，东乡区发布情况说明，称“由于工作考虑不周，给当地居民和社会各界造成困扰，深表歉意”。
上海乌鲁木齐中路抗议事件：2022年11月27日凌晨，中國上海市市民为纪念乌鲁木齐火灾並抗議嚴重特殊傳染性肺炎封控和长期以来对人权的压迫导致的一系列行動。 另有民众高呼“不要核酸、要自由”、“不自由、毋宁死”、 呼应北京四通桥抗议的口号，传递並手持無字白紙抗議言論封鎖。抗议现场有大量警察。起初警察站立在马路对面，没有阻拦示威，之后试图驱散抗议民众。抗议民众则高喊口号要求警察“为人民服务”。凌晨四點左右，警察圍堵住了烏魯木齊路南北入口和安福路西段，要求民眾離開。民众拒绝后警民僵持，警察随后开始清場。根據影像資料估計，被警方抓走帶入車中的人至少有8位，也有網友表示，「用警用麵包車大概抓了兩車人」。根据参与者事后回忆，大部队由五原路退至常熟路。在此期间，網上流傳片段顯示，在一輪大巴車內，有穿着黑衣的便衣警察要求車內一名民眾解鎖手機被拒絕，兩次向他掌摑，並拉上車簾。另有網傳視頻顯示，數名警察與大量群眾在派出所門口對峙，派出所內傳出女子哭喊聲，民眾聚集在門口要求放人。之後疑似該黑衣男子的姓名與警號被微博用戶發出並在網上流傳。另有身穿制服的上海警察在另一輛大巴車上，與被帶走的民眾發生拉扯，期間警員涉搶奪該名市民手中的手機。
另有網傳片段顯示，一名上海民眾站在慢駛中的警車前，試圖阻擋警車前進，路旁的市民先是發出歡呼聲，但迅即有一批警員衝前，把該名市民按在地上，拖行拉走，市民立即鼓譟大罵。晚上10点至12点左右，上海市中心的群眾在聂耳铜像附近聚集，数人遭到逮捕。网传视频显示，一市民被警察从车上拖下，随后遭到逮捕。同时警察禁止群众在路边停留观看。

## 備註
1. ↑  《香港01》及網易新聞有報道舉報信原文或部分原文，舉報日期為2020年1月24日[23][24]。